# 皇家女將
《皇家女將》（英語：She Shoots Straight）是一部1990年上映的香港警匪片，由元奎執導，元奎、孟海和元德任武術指導，主要演員包括高麗虹、劉嘉玲及梁家輝。
由嘉禾電影有限公司與寶禾影業有限公司聯合出品，洪金寶擔任製作人兼監製，並由元奎執導。主要演員包括高麗虹、梁家輝、劉嘉玲、鄧碧雲、元華、梁韻蕊與李麗蕊，洪金寶與吳君如則特別客串演出。
本片於1990年4月7日在香港上映，劇情圍繞黃氏家族這個警察世家展開，講述他們經歷一場激烈的戰鬥，最終將犯罪集團一網打盡，伸張正義、維護社會安寧的故事。

## 剧情
黃氏一家屬警察世家，父親黃二牛及其五名子女一起服務於香港警隊，但父黃二牛因公殉職，剩下黃老太（鄧碧雲 飾）養育子女。大兒子兼獨子警司黃宗保（梁家輝 飾）娶任職總督察高麗娜（高麗虹 飾）為妻，但宗保之妹妹們多不喜歡麗娜。警隊收到情報一幫越南人準備打劫大世界夜總會，警方佈下天羅地網捉拿匪幫，並由宗保及麗娜夫婦二人為行動的聯合指揮官，由於宗保其中一位妹妹督察黃家玲（劉嘉玲 飾）一時衝動暴露警方身分，令越南匪幫有所準備及有多人無辜傷亡而被停職。越南人方面因有一名匪徒阿強被麗娜擊斃及未能搶到金錢，越南人領袖阮華（元華 飾）原引麗娜外出為兄弟報仇但被家玲聽到，家玲原希望捉拿匪徒將功補過，宗保及麗娜知道匪徒凶悍前往迎救，宗保不幸被殺及後其棺木於葬禮時仍被炸毀同時令麗娜身受重傷，黃家在痛失親人之餘，兄嫂與妹妹們冰釋前嫌，更加團結要為宗保報仇。

## 角色
| 演員          | 角色        | 備註                                        | 粵語配音                 |
| 高麗虹        | 高麗娜 Mina | 高級督察, 後為總督察 黃宗保之妻，懷有遺腹子 | 龍寶鈿                   |
| 梁家輝        | 黃宗保      | 警司，黄家大哥，被殺                        | 黃志成                   |
| 劉嘉玲        | 黃家玲      | 督察, 黃宗保之妹                            | 譚淑英，曾慶珏（預告片） |
| 鄧碧雲        | 黃老太      | 暱稱媽打                                    |                          |
| 吳君如        | 黃家如      | 督察, 黃宗保之妹                            | 曾慶珏                   |
| 梁韻蕊        | 黃家蕊      | 督察, 黃宗保之妹                            | 曾月娥                   |
| 李麗蕊        | 黃家麗      | 見習督察, 黃宗保之妹                        | 黃鳳英                   |
| 劉志榮        | 高級警司    |                                             |                          |
| 元華          | 阮華        | 越南幫首領                                  | 馮永和                   |
| 洪金寶        | 洪總警司    | 黃老太之契仔                                | 林保全                   |
| Agnes Aurelio | 阮瑛        | 阮華之妺                                    | 黃鳳英                   |
| 米奇          | 米奇        | 好色老闆手下                                |                          |
| 羅蘭          | 好姐        |                                             |                          |
| 葉榮祖        | 爺叔        |                                             |                          |

## 外部連結
- 豆瓣电影上《皇家女將》的資料 （简体中文）
- 时光网上《皇家女將》的資料（简体中文）
- AllMovie上《皇家女將》的资料（英文）
- 爛番茄上《皇家女將》的資料（英文）
- 互联网电影数据库（IMDb）上《皇家女將》的资料（英文）